# Endeavour (cratera)

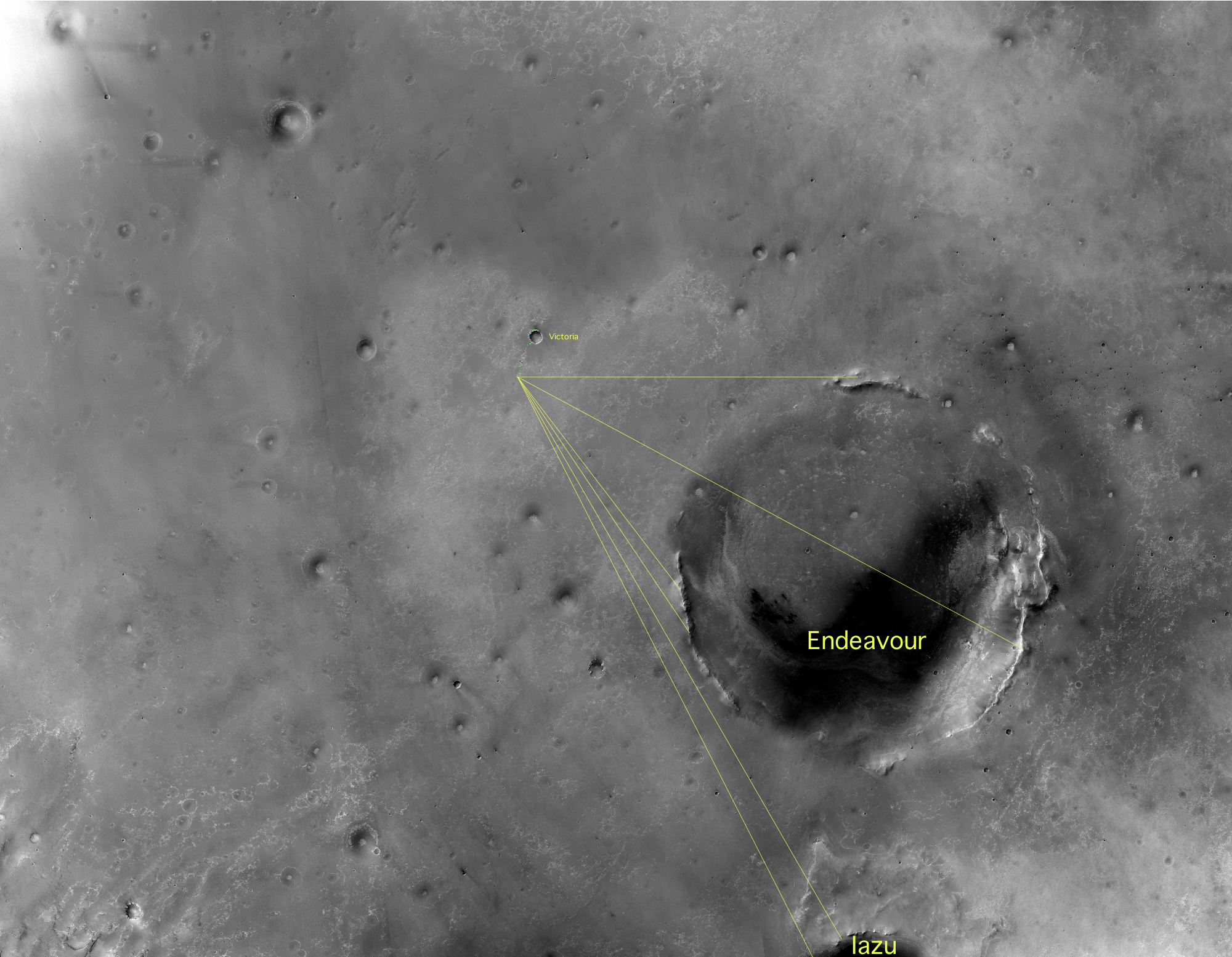
Imagem legendada mostrando a posição da Opportunity e os nomes indicando as crateras Iazu, Endeavour, e Victoria.

Endeavour é uma cratera de impacto localizada no Meridiani Planum em Marte. Desde agosto de 2008, o veículo explorador de Marte-B Opportunity tem viajado ao seu encontro. A Endeavour possui 22 km em diâmetro. As crateras que já foram exploradas pela Opportunity incluem a cratera Victoria que possui 750 metros de diâmetro, a cratera Endurance que possui 130 metros de diâmetro, e a cratera Eagle que possui 22 metros de diâmetro.
Em 7 de março de 2009 (sol 1,820), a Opportunity avistou pela primeira vez a borda da cratera Endeavour após ter percorrido 3.2 km desde que deixou a cratera Victoria em agosto de 2008. A Opportunity também avistou a a cratera Iazu que se situa a 38 km de distância e possui aproximadamente 7 km de diâmetro. Naquele momento a Opportunity estava a 12 km da Endeavour apesar de, no intuito de evitar riscos, foi estimado que o veículo teria de percorrer no mínimo 30% a mais para alcançar a Endeavour. Baseado na quantidade de tempo que foi gasto para se deslocar desde a cratera Victoria, foi estimado que levaria um ano marciano (23 meses) para que a Opportunity chegasse à Endeavour.
Em 5 de maio de 2010, devido a um terreno coberto de dunas potencialmente perigoso no meio do caminho direto entre a cratera Victoria e a Endeavour a rota a ser percorrida entre as duas crateras passou a ser estimada em 19 km.
Em 8 de setembro de 2010, foi anunciado que a Opportunity havia atingido o ponto médio da jornada de 19 km entre a cratera Victoria e a cratera Endeavour.